# Loubí (Děčín)
Loubí (německy Laube) je XIII. místní část statutárního města Děčína na pravém břehu řeky Labe ležící asi dva kilometry od centra města severně po proudu řeky. Leží v katastrálním území Loubí u Děčína.
Řídké osídlení je z jedné strany sevřeno řekou a z druhé strmými stěnami pískovcových skal labského kaňonu (NPR Kaňon Labe). Asi další dva kilometry po proudu Labe vzdálené místo s řídkým osídlením, zvané místním názvem Podskalí (německy Rasseln), spadá správně též do Loubí.
V Loubí je umístěno říční překladiště. Přes Loubí prochází silnice I/62 do Hřenska a dále Německa. Nad Loubím jsou skalní vyhlídky Stoličná hora, Labská stráž, Spálenisko a Růžový hřeben.

## Historie
První písemná zmínka o vesnici pochází z roku 1543.

## Obyvatelstvo
Při sčítání lidu v roce 1921 ve vsi žilo 193 obyvatel (z toho 94 mužů), z nichž bylo šest Čechoslováků, 185 Němců a dva cizinci. Kromě sedmi evangelíků, tří členů nezjišťovaných církví a dvou lidí bez vyznání byli římskými katolíky. Podle sčítání lidu z roku 1930 měla vesnice 320 obyvatel: 34 evangelíků, 208 Němců a 78 cizinců. Většina (211 osob) se hlásila k římskokatolické církvi, ale kromě ní zde žilo 82 evangelíků, tři členové církve československé, osm příslušníků nezjišťovaných církví a šestnáct lidí bez vyznání.
|                                                                | 1869 | 1880 | 1890 | 1900 | 1910 | 1921 | 1930 | 1950 | 1961 | 1970 | 1980 | 1991 | 2001 | 2011 |
| -------------------------------------------------------------- | ---- | ---- | ---- | ---- | ---- | ---- | ---- | ---- | ---- | ---- | ---- | ---- | ---- | ---- |
| Obyvatelé                                                      | 242  | 282  | 450  | 735  | 264  | 193  | 320  | 156  | 153  | 174  | 260  | 214  | 233  | 205  |
| Domy                                                           | 30   | 38   | 49   | 61   | 29   | 31   | 38   | 39   | —    | 32   | 31   | 37   | 31   | 41   |
| Počet domů z roku 1961 je zahrnut v domech místní části Děčín. |      |      |      |      |      |      |      |      |      |      |      |      |      |      |

## Galerie

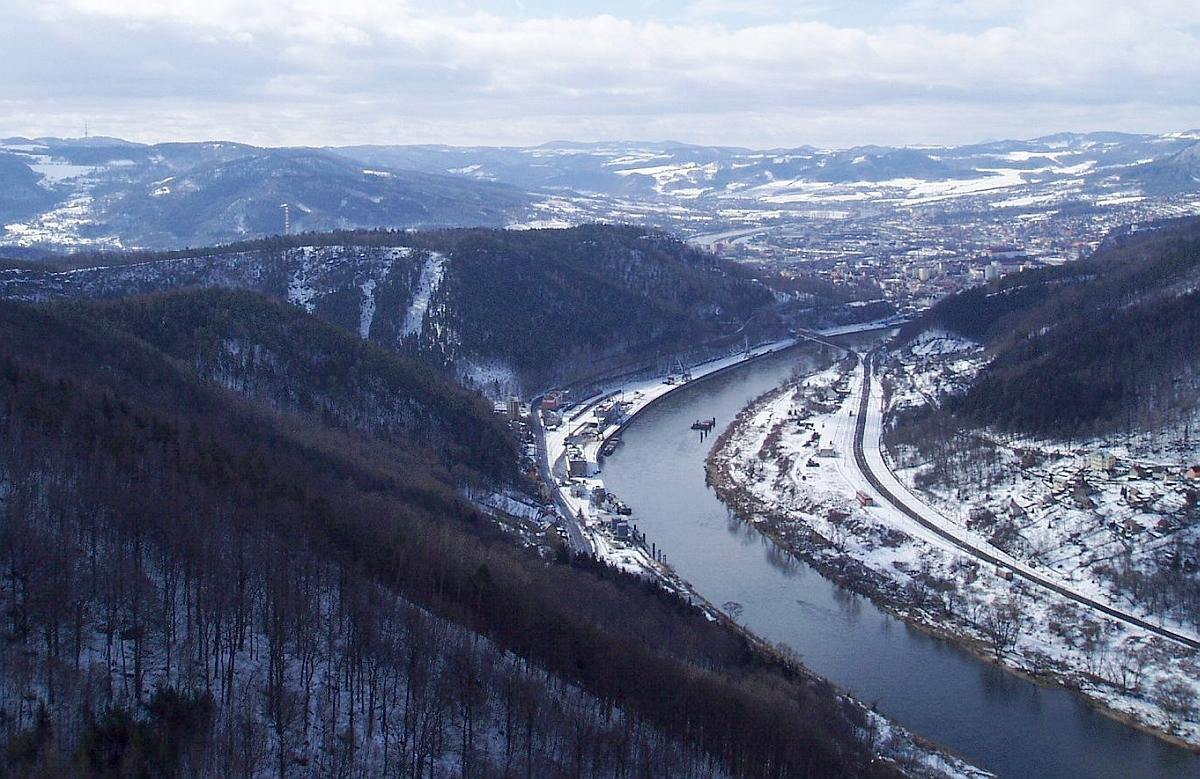
Pohled na Loubí a Děčín z Růžového hřebenu v zimě
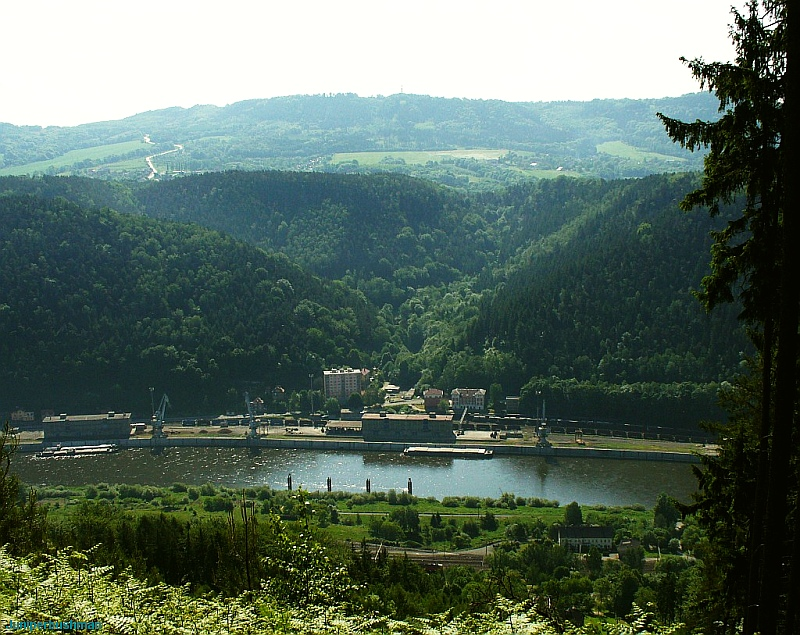
Pohled z Vrásníku na Loubí
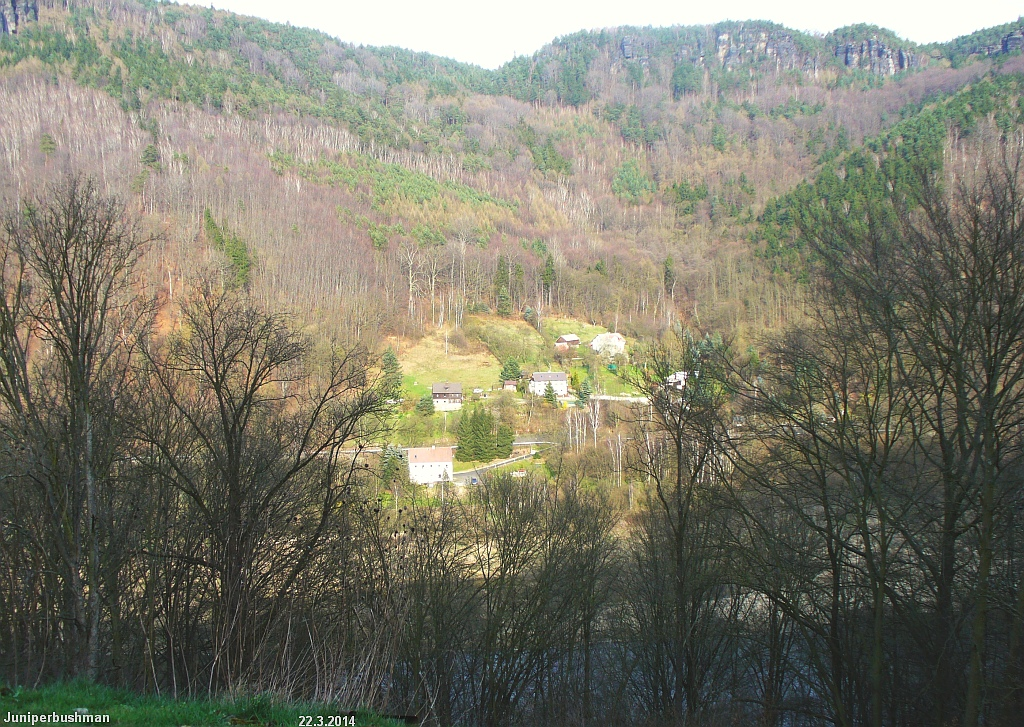
Pohled na Loubí – Podskalí